# InterCityLyn

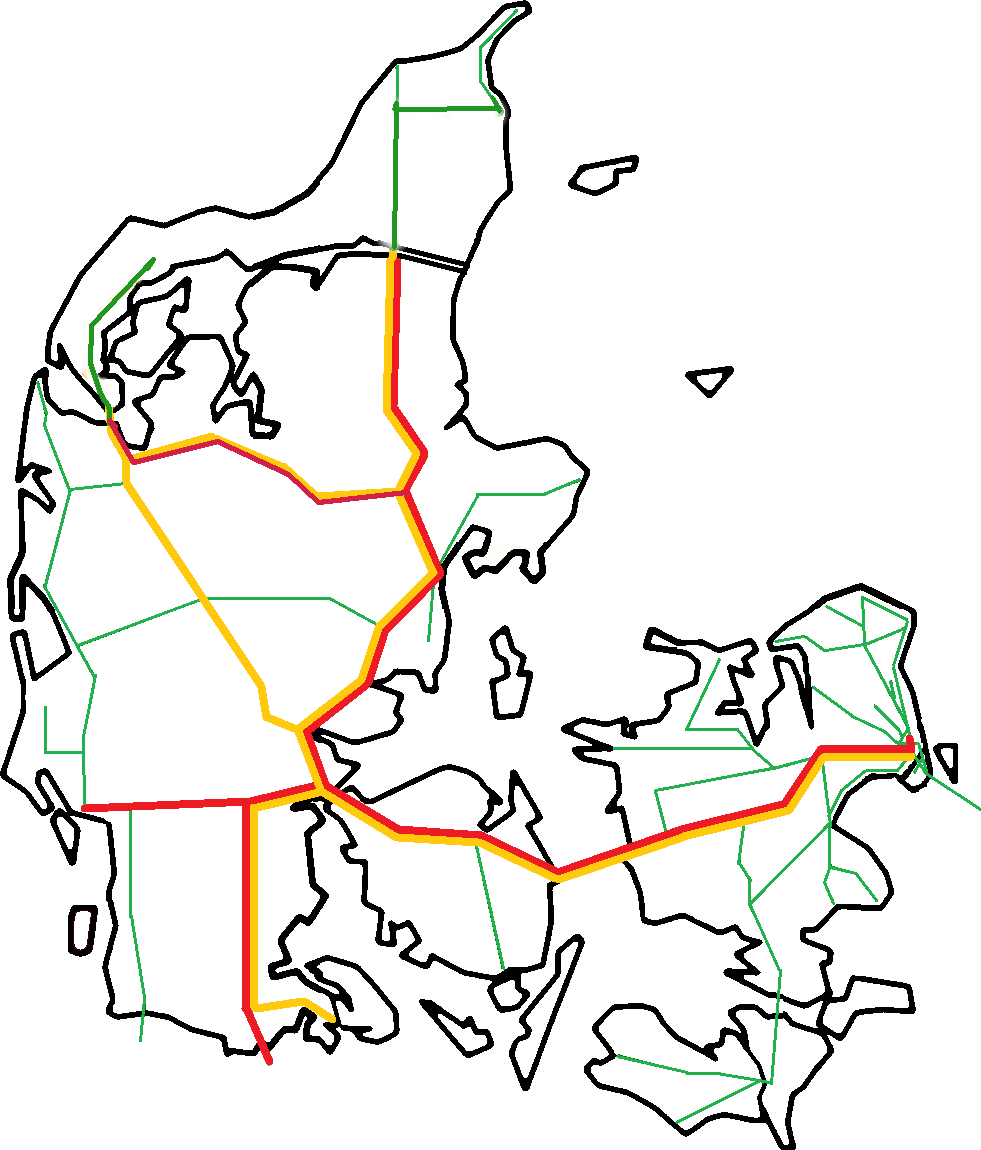
Dänisches InterCity-Netz 2020, mit InterCity in rot und InterCityLyn in gelb

InterCityLyn ist der Name der schnellsten dänischen Reisezugverbindungen (Lyntog), die unterwegs nur begrenzt halten. Danske Statsbaner betreibt diese Schnellzüge, die die regulären InterCity-Züge ergänzen. Der Begriff InterCityLyn wird seit 1997 für diese Zuggattung verwendet, die früher als Lyntog bezeichnet wurde. Die höchstzulässige Geschwindigkeit beträgt seit 1998 180 km/h.

## InterCityLyn-Netz 2020
Das InterCityLyn-Netzwerk umfasst seit dem 15. Dezember 2019 nachfolgende Strecke. Einige Züge verkehren morgens und abends nicht durchgehend. Das Netz wird nicht mit festen Linien und Garnituren betrieben. Auf diese Weise können Züge nach Bedarf zusammengestellt und gemeinsam genutzt werden, ebenso wie Häufigkeit und Ziele ständig angepasst werden können.
- Stündlicher Betrieb Københavns Lufthavn – Kopenhagen H – Odense – Fredericia – Aarhus H – Aalborg
  - Zweistündlich Fredericia – Sønderborg
  - Zweistündlich Fredericia – Herning – Struer
  - Zweimal täglich Aarhus H – Viborg – Struer (nur Richtung Struer, Rückfahrt als InterCity)
- Zusätzliche Abfahrten von Montag bis Freitag:
  - Zweimal morgens von Odense nach Københavns Lufthavn
  - Zweimal am Nachmittag von Københavns Lufthavn nach Odense

## Zuggarnituren
Das InterCityLyn-Netz wird mit Triebzügen der Typen MF, ER und MG betrieben:
- MF (IC3, InterCity) ist ein Dieseltriebzug mit drei Wagen, der ab 1990 in Betrieb genommen wurde. Er besitzt eine Gummi-Frontnase und speziell gestaltete Führerstände, die weggeklappt werden können, um den Übergang zwischen zwei miteinander verbundenen Triebzügen zu ermöglichen. Die MF decken den Hauptteil des InterCityLyn-Verkehrs ab und werden für allen Leistungen eingesetzt.
- ER (IR4, InterRegional) ist ein elektrischer Triebzug mit vier Wagen. Die Baureihe ist eine Weiterentwicklung der Baureihe MF. Züge der Typen MF und ER können gemeinsam im Zugverbund eingesetzt werden. Die Baureihe wurde ursprünglich als Regionalzug gebaut, wird aber seit 1997 auch als InterCity nach Sønderborg genutzt, da hier im Gegensatz zu den anderen Zielen die gesamte Strecke elektrisch befahren werden kann. ER werden zudem als Nahverkehrszüge nach Odense, Fredericia und Kolding verwendet.
- MG (IC4, InterCity) ist ein Dieseltriebzug mit vier Wagen. Es war als Ersatz für die Baureihe MF gedacht, aber technische Probleme haben dazu geführt, dass er nur bei wenigen Abfahrten zum Einsatz kommt.